# Chiril și Metodiu
Chiril (născut Constantin, 826–869) și Metodiu (născut Mihail, 815–885) au fost doi frați teologi și misionari creștini greci bizantini din Salonic. Pentru munca lor de evanghelizare a slavilor, ei sunt cunoscuți drept „Apostolii slavilor”.
Sunt considerați autorii alfabetului glagolitic, cel mai vechi alfabet cunoscut folosit pentru a reprezenta limba slavă veche în scris. După moarte acestora, ucenicii lor au continuat activitatea misionară printre slavi. Ambii frați sunt venerați în Biserica Ortodoxă ca sfinți cu titlul de „Întocmai cu Apostolii”. În 1880, Papa Leon al XIII-lea a introdus sărbătorirea lor în calendarul Bisericii Romano-Catolice. În 1980 papa Ioan Paul al II-lea i-a declarat sfinți patroni ai Europei, împreună cu Benedict de Nursia. 
Impreuna, cei doi frati, Sf. Ier. Metodie si Sf. Cuv. Chiril, sunt prăznuiți pe 11mai.

## Cariera timpurie

### Tinerețe
Cei doi frați s-au născut în Salonic (situat în Grecia de astăzi) - Chiril în perioada 827–828 și Metodiu în perioada 815–820. Chiril era cel mai tânăr dintre cei șapte frați; el a avut numele Constantin, dar i s-a dat numele Chiril după ce a devenit călugăr la Roma cu puțin înainte de moartea sa, conform Vita Cyrilli („Viața lui Chiril”). Metodiu s-a născut Mihail și i s-a dat numele de Metodiu după ce a devenit călugăr pe muntele Olimp din Misia (azi muntele Uludağ), în nord-vestul Turciei. Tatăl lor era Leo, un droungarios (comandant) al temei bizantine din Tesalonic, iar mama lor era Maria. 
Originile etnice exacte ale fraților sunt necunoscute, există controverse cu privire la faptul dacă frații Chiril și Metodiu au fost de origine slavă sau greacă bizantină sau ambele.  Cei doi frați și-au pierdut tatăl atunci când Chiril avea paisprezece ani, iar puternicul ministru Theoktistos, care era logothetes tou dromou (șef principal al oficiului poștal), unul dintre miniștrii șefi ai Imperiului, a devenit protectorul lor. De asemenea, el a fost responsabil, împreună cu regentul Bardas, de inițierea unui program educațional de anvergură în cadrul Imperiului, care a culminat cu înființarea Universității Magnaura, unde Chiril urma să predea. Chiril a fost hirotonit ca preot la ceva timp după educația sa, în timp ce fratele său Metodiu a rămas diacon până în 867/868.

### Misiunea la khazari
În jurul anului 860, împăratul bizantin Mihail al III-lea și Patriarhul Constantinopolului Fotie I (profesor al lui Chiril la Universitate și lumina sa de călăuzire în anii trecuți) l-au trimis pe Chiril într-o expediție misionară la hazari, care au cerut anterior să le fie trimis un savant care ar putea discuta atât cu evreii, cât și cu sarazinii. S-a afirmat că Metodiu l-a însoțit pe Chiril în misiunea sa la hazari, dar aceasta poate fi o invenție ulterioară. Relatarea în limba latină a vieții sale, „Legenda”, susține că a învățat limba hazară în timp ce se afla la Chersonesos, în Taurica (azi în Crimeea). 
După întoarcerea sa la Constantinopol, Chiril și-a asumat rolul de profesor de filozofie la Universitate, în timp ce fratele său era deja o figură semnificativă în afacerile politice și administrative bizantine și un stareț al mănăstirii sale. Expediția lui Chiril și Metodiu este menționată în Dicționar khazar (în sârbă: Hazarski rečnik), primul roman de fițiune al scriitorului sârb Milorad Pavić.

## Misiunea la slavi

### Moravia Mare

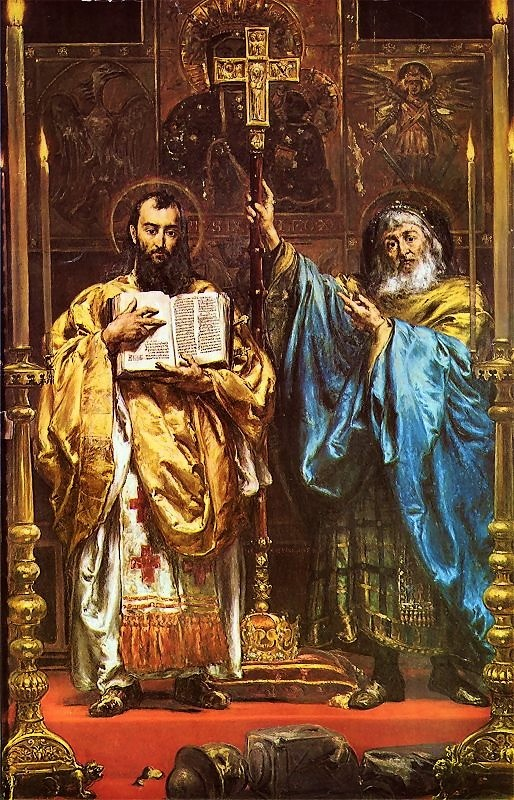
Chiril și Metodiu, pictură de Jan Matejko, 1885

În 862, frații au început lucrarea istorică care i-a făcut faimoși. În acel an, prințul Rastislav al Moraviei Mari a cerut împăratului Mihail al III-lea și Patriarhului Fotie să trimită misionari pentru a evangheliza supușii săi slavi. Motivele sale în acest sens au fost probabil mai mult politice decât religioase. Rastislav a devenit rege cu sprijinul conducătorului franc Ludovic Germanul, dar ulterior a căutat să-și afirme independența față de franci. Este o concepție greșită comună faptul că Chiril și Metodiu au fost primii care au adus creștinismul în Moravia, dar scrisoarea de la Rastislav către Mihail al III-lea afirmă clar că oamenii lui Rastislav „au respins deja păgânismul și au respectat legea creștină”. Se spune că Rastislav a expulzat misionarii Bisericii Romane și, în schimb, a apelat la Constantinopol pentru asistență ecleziastică și, probabil, pentru un oarecare sprijin politic. Împăratul bizantin a ales imediat să-l trimită pe Chiril, care a fost însoțit de fratele său Metodiu. Cererea a fost o oportunitate de extindere a influenței bizantine în zonă. Prima sarcină a fraților pare să fi fost cea de instruire a ajutoarelor acestora. În 863, ei au început să traducă Biblia în limba cunoscută acum ca limba slavă veche și au călătorit în Moravia Mare pentru a o promova. S-au bucurat de un succes considerabil în acest demers. Cu toate acestea, au intrat în conflict cu ecleziasticii germani care s-au opus eforturilor lor de a crea o liturghie specific slavă. 
Pentru această misiune, au conceput ceea ce acum este cunoscut ca alfabetul glagolitic, primul alfabet folosit pentru manuscrise slavone (bisericești). Alfabetul glagolitic a fost creat pentru a se potrivi cu caracteristicile specifice ale limbii slave. Scrierea sa descendentă, cu litere chirilice, este încă folosită de multe limbi astăzi.
Frații au scris primul Cod civil slav, care a fost folosit în Moravia Mare. Limba derivată din slava veche, cunoscut sub numele de slavonă, este încă folosită în liturghia mai multor biserici ortodoxe și, de asemenea, în unele biserici catolice de rit oriental. 
Este imposibil de determinat cu certitudine ce părți din Biblie au tradus cei doi frați. Noul Testament și Psalmii par să fi fost primele părți traduse, urmate de alte lecții din Vechiul Testament. „Translatio” vorbește doar despre o versiune a Evangheliilor tradusă de către Chiril, iar „Metoda Vita” doar de „Evangelium Slovenicum”, deși probabil au fost traduse și alte selecții liturgice. 
De asemenea, nu se știe cu siguranță ce liturghie, cea a Romei sau cea a Constantinopolului, au folosit-o ca sursă de inspirație. Este posibil s-o fi folosit pe cea latină, așa cum sugerează fragmente liturgice care seamănă izbitor cu cele latine. Această părere este confirmată de „fragmentele de la Praga” și de anumite fragmente liturgice glagolitice vechi aduse de la Ierusalim la Kiev și descoperite acolo de Izmail Sreznevsky - probabil cel mai vechi document în limba slavonă; acestea respectă îndeaproape tipul latin, așa cum se arată în cuvintele „Masa”, „Prefața” și numele unui anume Felicitas. În orice caz, în circumstanțele date, frații nu puteau spera la un succes permanent fără a obține o autorizație a Romei.

### Călătorie spre Roma

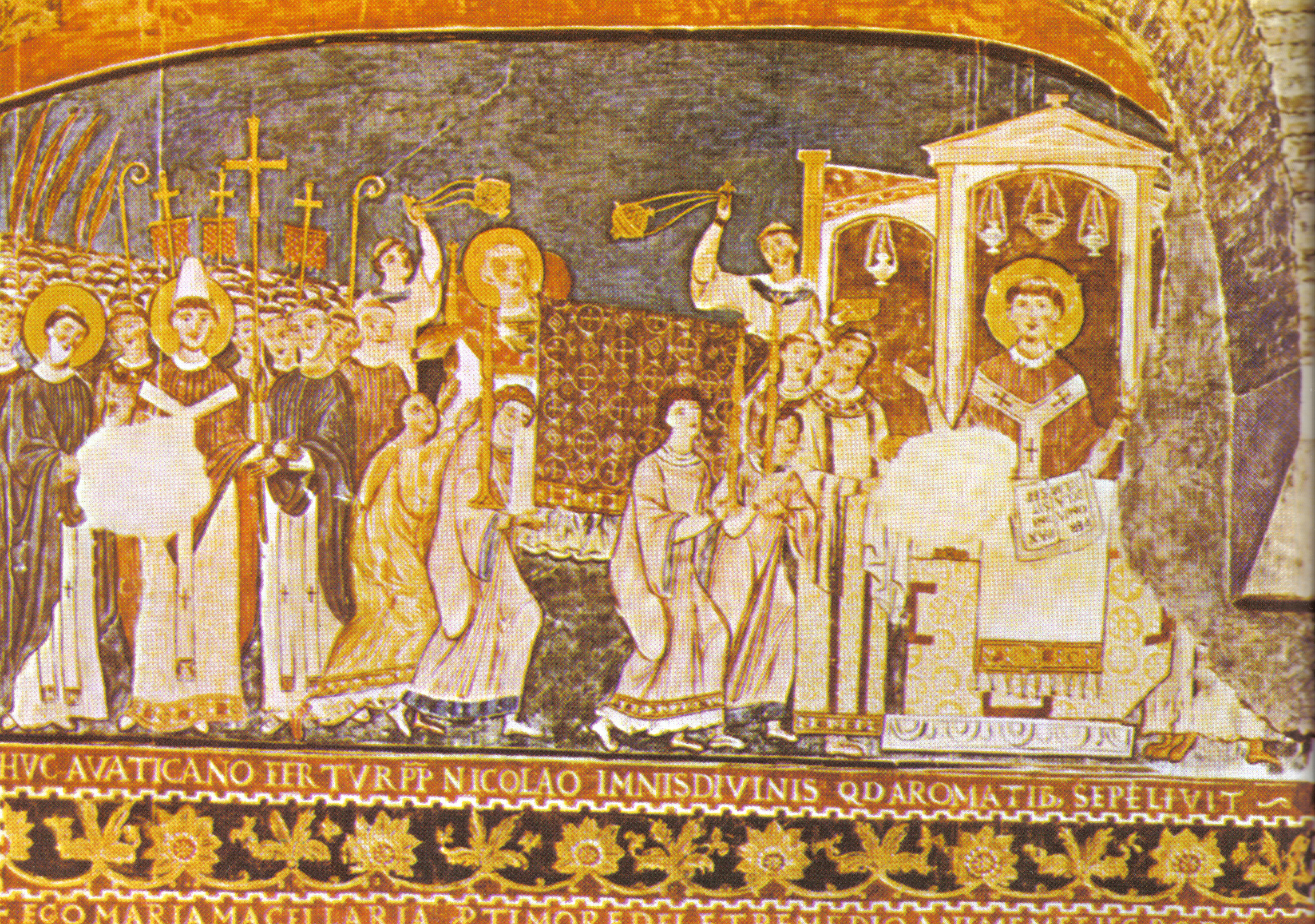
Sfinții Chiril și Metodiu la Roma. Frescă în San Clemente

Misiunea lui Chiril și Metodiu a avut un mare succes în rândul slavilor, deoarece au folosit mai mult limba maternă a poporului decât latina sau greaca. În Moravia Mare, Chiril și Metodiu s-au întâlnit și cu misionari din Francia Răsăriteană, reprezentând ramura occidentală sau latină a Bisericii și, mai ales, reprezentând Imperiul Carolingian, întemeiat de regele Carol cel Mare, și care se angajau în favoarea uniformității lingvistice și culturale. Au insistat asupra folosirii liturghiei latine și au considerat că este dreptul lor să evanghelizeze Moravia și popoarele slave. 
Când tensiunile au crescut, frații, care nu doreau să fie o cauză a neînțelegerii între creștini, au decis să călătorească la Roma pentru a-l vedea pe Papa și să caute o soluție care să evite certurile între misionari. În 867, Papa Nicolae I (858-867) i-a invitat pe frați la Roma. Misiunea lor de evanghelizare în Moravia ajunsese până în acest moment în centrul unei dispute cu arhiepiscopul Adalwin al Salzburgului (859-873) și episcopul Ermanrich de Passau (866-874), care au revendicat controlul ecleziastic al aceluiași teritoriu și au dorit să folosească aici doar liturghia latină. 
Au călătorit cu moaștele Sfântului Clement și cu un sobor de discipoli și au trecut prin Panonia (Principatul Balaton al lui Pribina și Koțel), unde au fost bine primiți de prințul Kocel. Această activitate din Panonia a dus inevitabil la escaladarea conflictelor cu episcopii germani și, în special, cu episcopul Salzburgului, care avea în jurisdicție Panonia de șaptezeci și cinci de ani. 
Frații au căutat sprijin de la Roma și au ajuns acolo în 868, unde au fost primiți cu căldură. Acest lucru s-a datorat în parte aducerii moaștelor Sfântului Clement; în ceea ce privește jurisdicția asupra teritoriului slavilor, Roma a înclinat să pună în valoare frații și influența lor.
Noul Papa Adrian al II-lea (867-872) i-a acordat lui Metodiu titlul de arhiepiscop de Sirmium (acum Sremska Mitrovica în Serbia) și l-a trimis înapoi în 869, cu jurisdicție asupra întregii Moravii și Panonii și cu autorizație de a folosi Liturghia Slavonă. Frații au fost lăudați în Constantinopol pentru munca și pentru influența lor. Anastasius Bibliotecarul l-a numit mai târziu pe Chiril „un om al vieții apostolice” și „un om cu o mare înțelepciune”.
Proiectul lor din Moravia a găsit sprijin din partea Papei Adrian al II-lea, care a autorizat formal utilizarea noii liturghii slave. Ulterior Metodiu a fost hirotonit ca preot de papa însuși și cinci discipoli slavi au fost hirotoniți ca preoți (Sfântul Gorazd, Sfântul Clement din Ohrida și Sfântul Naum) și diaconi (Sfântul Angelar și Sfântul Sava) de către episcopi proeminenți ca Formosus și Gauderic. Chiril și Metodiu împreună cu acești cinci ucenici sunt venerați colectiv (în principal de către Biserica Ortodoxă Bulgară) ca cei „Șapte Sfinți”. Noii preoți au ținut slujbe în limbile lor. Simțindu-și sfârșitul apropiindu-se, Constantin (Chiril) a devenit un călugăr bazilian, a primit numele Chiril și a murit la Roma cincizeci de zile mai târziu (la 14 februarie 869). Există o întrebare cu privire la afirmația din Translatio (ix.) dacă a fost făcut episcop.  Afirmația din „Vita” că Metodiu a fost făcut episcop în 870 și că nu a fost ridicat la demnitatea de arhiepiscop până în 873 este contrazisă de textul papei Ioan al VIII-lea, scris în iunie 879, potrivit căruia Adrian l-a consacrat arhiepiscop; Ioan a inclus în jurisdicția sa nu numai Moravia Mare și Panonia, dar și în Serbia.

### Metodiu singur

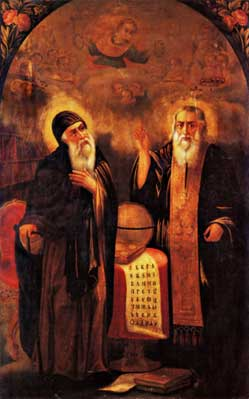
Sfinții Chiril și Metodiu de Stanislav Dospevski, pictor bulgar

Metodiu a continuat activitatea numai în rândul slavilor; dar nu în Moravia Mare, ci în Pannonia (în Principatul Balaton), din cauza circumstanțelor politice ale fostei țări, unde Rastislav a fost prins de nepotul său Svatopluk I în 870, apoi a fost predat lui Carloman de Bavaria și condamnat într-o dietă imperială ținută la Regensburg la sfârșitul anului 870. În același timp, conducătorii Franciei Răsăritene și episcopii lor au decis să-l înlăture. Revendicările arhiepiscopale ale lui Metodiu au fost considerate astfel o vătămare a drepturilor Salzburgului, astfel că a fost prins și obligat să răspundă în fața episcopilor țării: Adalwin din Salzburg, Ermanrich din Passau și Anno din Freising. După o discuție aprigă, au declarat vinovăția intrusului și au ordonat să fie trimis în Germania, unde a fost ținut prizonier într-o mănăstire timp de doi ani și jumătate.
În ciuda reprezentărilor puternice din Conversio Bagoariorum et Carantanorum, scrisă în 871 pentru a influența Papa, deși nu cu acest scop, Roma s-a declarat plină de emfază pentru Metodiu și a trimis un episcop, Paul de Ancona, să-l repună în drepturi și să-i pedepsească pe dușmani, după care ambele părți au primit porunca să se prezinte la Roma împreună cu legatul papal. Astfel, în 873, noul Papa Ioan al VIII-lea (872-882) a asigurat eliberarea lui Metodiu, dar l-a instruit să înceteze cu folosirea Liturghiei slavone. 

### Ultimii ani ai lui Metodiu
Voința papală a predominat, iar Metodiu și-a asigurat libertatea și autoritatea sa arhiepiscopală atât asupra Marii Moravii cât și a Panoniei, cu toate că folosirea liturghiei slavone i-a fost refuzată. Autoritatea sa a fost restrânsă în Panonia după moartea lui Koce, când principatul a fost administrat de nobili germani; dar Svatopluk I a condus practic independent în Marea Moravie și a expulzat clerul german. Acest lucru i-a asigurat, aparent, lui Metodiu un teren de lucru neperturbat, iar lucrarea Vita (x.) prezintă următorii câțiva ani (873–879) ca o perioadă de mari progrese. Metodiu pare să nu fi luat în considerare, total sau parțial, interdicția de a folosi liturghia slavonă; iar când clericii franci au apărut din nou în țară, s-a ajuns la o plângere la Roma datorită practicării liturghiei slavone și a poziției față de Filioque. 
În 878, Metodiu a fost chemat la Roma sub acuzația de erezie și de folosire a liturghiei slavone. De data aceasta, Papa Ioan a fost convins de argumentele pe care Metodiu le-a adus în apărarea sa și l-a trimis înapoi cu permisiunea de a folosi liturghia slavonă. Episcopul carolingian care l-a succedat, Witching, a suprimat totuși liturghia slavonă și i-a trimis pe urmașii lui Metodiu în exil. Mulți au găsit refugiu la cneazul Boris I al Bulgariei, sub conducerea căruia au reorganizat o biserică care era vorbitoare de limbă slavă. Între timp, succesorii Papei Ioan au adoptat o politică latină, care a durat secole. 
Metodiu și-a revendicat și apărat ortodoxia la Roma, cu atât mai ușor cu cât crezul era încă recitat acolo fără Filioque și a promis să se supună liturghiei. Pentru ca cealaltă parte să fie mulțumită, i s-a dat un șvab, Wiching, în calitate de coajutor. Când relațiile au fost strânse între cei doi, Ioan al VIII-lea l-a susținut cu fermitate pe Metodiu; dar după moartea sa (în decembrie 882), poziția arhiepiscopului a devenit nesigură și a căutat ajutor la împăratul bizantin. 
Abia după moartea lui Metodiu, care a fost stabilită la 6 aprilie 885, animozitatea s-a transformat într-un conflict deschis. Gorazd, pe care Metodiu îl desemnase succesorul său, nu a fost recunoscut de Papa Ștefan al V-lea. Același Papă a interzis folosirea liturghiei slave și l-a desemnat pe infamul Wiching ca succesor al lui Metodiu. Acesta din urmă i-a exilat pe discipolii celor doi frați din Marea Moravie în 885. 
Au fugit în Primul Țarat Bulgar, unde au fost primiți și au avut însărcinarea să înființeze școli teologice. Acolo, împreună cu savantul Sfântul Clement din Ohrida au conceput alfabetul chirilic pe baza celui glagolitic. Chirilil a înlocuit treptat alfabetul glagolitic ca alfabet al limbii slavone al Bisericii Vechi cu alfabetul chirilic, care a devenit limba oficială a Țaratului Bulgar și s-a răspândit ulterior în ținuturile slave de est ale Rusiei Kievene. În cele din urmă, alfabetul chirilic s-a răspândit în cea mai mare parte a lumii slave pentru a deveni alfabetul standard în țările slave ortodoxe. Prin urmare, eforturile lui Chiril și Metodiu au deschis, de asemenea, calea spre răspândirea creștinismului în toată Europa de Est. 
Trupul lui Metodiu a fost înmormântat în Marea Catedrală din Moravia Mare. Până în ziua de azi a rămas o întrebare deschisă cu privire la capitala Moraviei Mari, care anume oraș a fost capitala sa și, prin urmare, locul de odihnă eternă a lui Metodiu a rămas necunoscut.

## Invenția alfabetelor glagolitic și chirilic

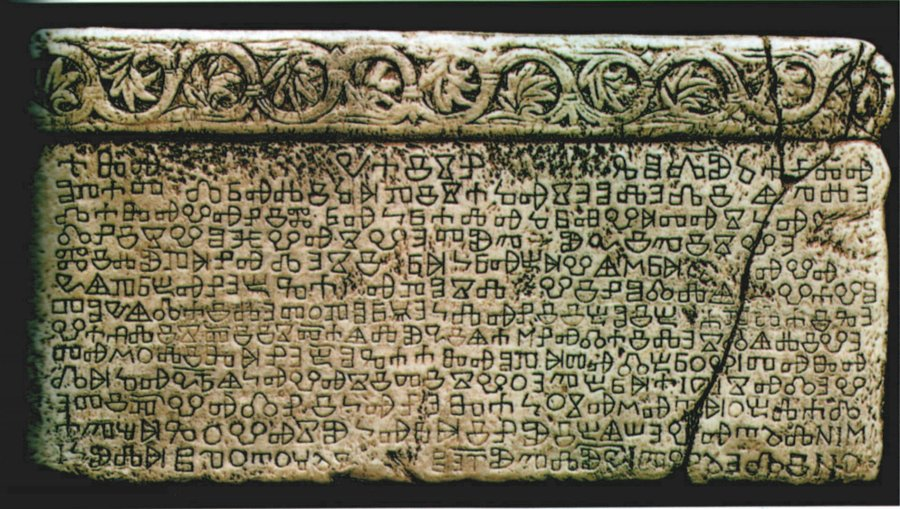
Tableta Baška este un exemplu timpuriu al alfabetului glagolitic din Croația.

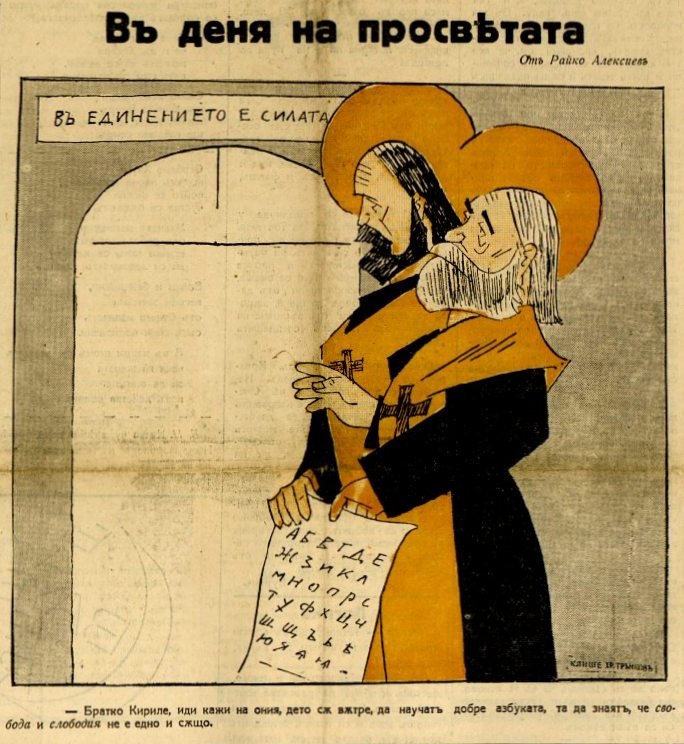
O caricatură despre Sfinții Chiril și Metodiu din Bulgaria în 1938. Subtitlul se citește astfel: Frate Chiril, du-te să le spui celor care sunt înăuntru să învețe alfabetul, astfel încât să cunoască că libertatea (în свобода) și anarhia (în слободия) nu sunt la fel.

Alfabetele glagolitic și chirilic sunt cele mai vechi alfabete slave cunoscute și au fost create de către cei doi frați și studenții lor, pentru a traduce Biblia și alte texte în limbile slave. Alfabetul glagolitic timpuriu a fost folosit în Moravia Mare între 863 (sosirea lui Chiril și Metodiu) și 885 (expulzarea studenților acestora) pentru documente și cărți religioase, precum și în Marea Academie Moravă (Veľkomoravské učilište) fondată de Chiril, unde urmașii lui Chiril și Metodiu au fost educați, de Metodiu însuși, printre alții. Alfabetul a fost atribuit în mod tradițional lui Chiril. Această atribuție a fost confirmată explicit de scrisoarea papală Industriae tuae (880) care aprobă folosirea slavonei bisericești vechi, în care spune că alfabetul a fost „inventat de Constantin Filozoful”. Termenul invenție nu trebuie să excludă posibilitatea ca frații să folosească litere anterioare, ci implică doar faptul că înainte de acel moment limbile slave nu aveau un alfabet distinct. 
Alfabetul chirilic timpuriu a fost dezvoltat în Primul Țarat Bulgar și ulterior a fost finalizat și răspândit de discipolii Kliment și Naum în școlile de litere de la Ohrida și de la Preslav în timpul țarului Boris I al Bulgariei ca o simplificare a alfabetului glagolitic, care seamănă mai mult cu alfabetul grecesc. A fost dezvoltat de discipolii Sfinților Chiril și Metodiu la școala de litere de la Preslav la sfârșitul secolului al IX-lea. 
După moartea lui Chiril, Clement de Ohrida l-a însoțit pe Metodiu de la Roma în Panonia și Moravia Mare. După moartea lui Metodiu în 885, Clement a condus lupta împotriva clerului german din Moravia Mare împreună cu Gorazd. După ce a petrecut o perioadă în închisoare, a fost expulzat din Moravia Mare, iar în 885 sau 886 a ajuns la granițele Țaratului Bulgar, împreună cu Naum de Preslav, Angelarius și, eventual, Gorazd (conform altor surse, Gorazd era deja mort în acel moment). Cei patru au fost trimiși ulterior în capitala Bulgariei, Pliska, unde au fost însărcinați de țarul Boris I al Bulgariei pentru a instrui viitorul cler al statului în limba slavonă. 
După adoptarea creștinismului în 865, slujbele religioase din Bulgaria au fost desfășurate în limba greacă de către clericii trimiși din Imperiul Bizantin. Temându-se de creșterea influenței bizantine și de slăbirea statului, Boris a privit adoptarea limbii vechi slavone ca o modalitate de a păstra independența politică și stabilitatea Bulgariei, așa că a înființat două școli literare (academii), în Pliska și Ohrida, unde teologia urma să fie învățată în limba slavonă. În timp ce Sf. Naum din Preslav a rămas la Pliska lucrând la fundația Școlii literare din Pliska, Clement a fost însărcinat de Boris I să organizeze predarea teologiei viitorilor clerici din Biserica Slavonă Biserică la Școala de litere de la Ohrida. Timp de șapte ani (886-893), Clement a învățat aproximativ 3.500 de studenți în limba slavonă și alfabetul glagolitic.

## Comemorare

### Ziua Sfinții Chiril și Metodie

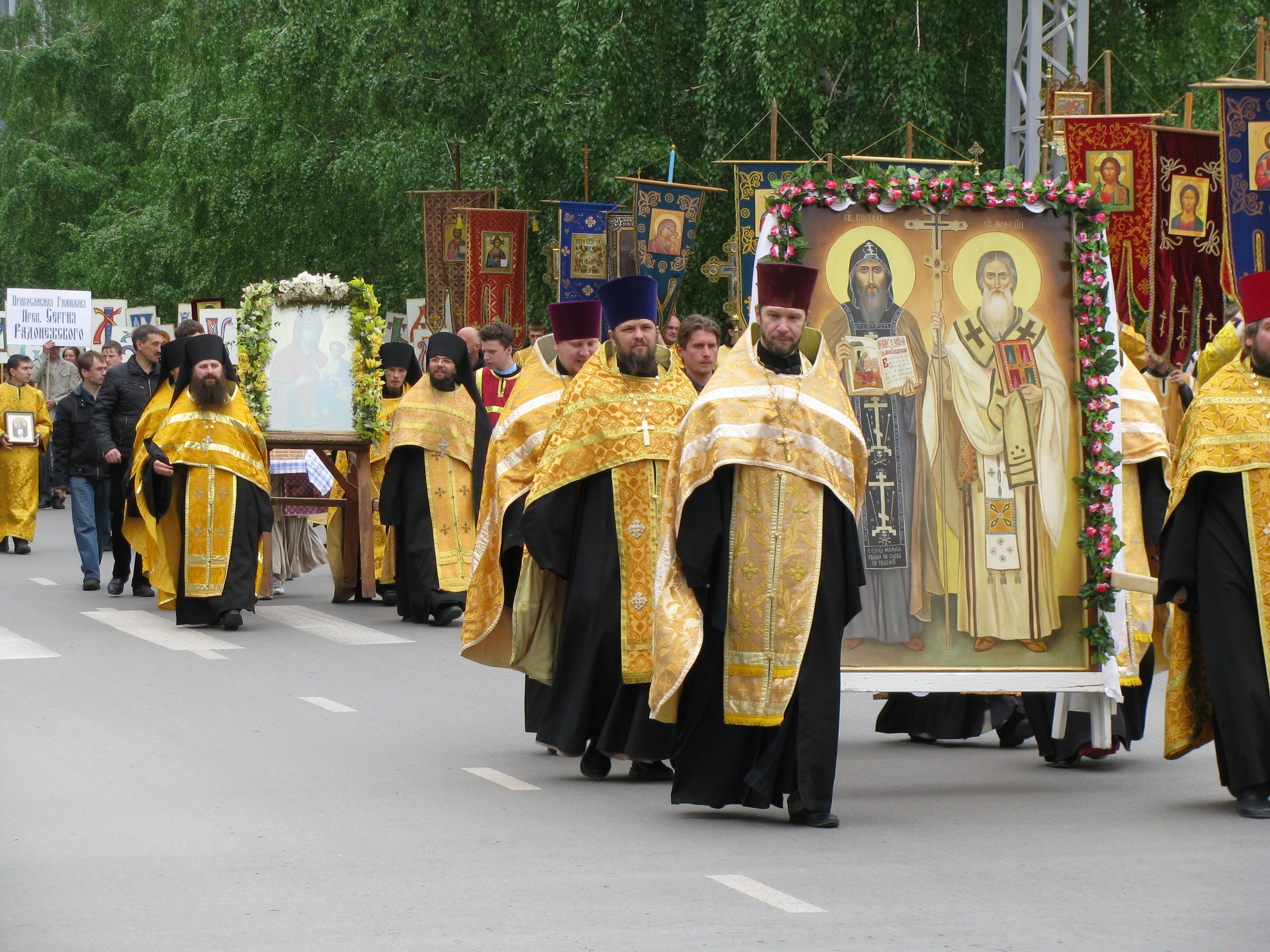
Procesiune de Ziua Sfinții Chiril și Metodiu

Procesul de proslăvire a fost mult mai relaxat în deceniile de după moartea lui Chiril decât astăzi. Chiril a fost privit de discipolii săi ca un sfânt la scurt timp după moartea sa. Faima sa s-a răspândit printre națiunile pe care le-a evanghelizat și, ulterior, în Biserica creștină mai largă. El a devenit faimos ca om sfânt, împreună cu fratele său Metodiu. Au fost îndemnuri la canonizarea lui Chiril din partea mulțimilor care au umplut străzile romane în timpul procesiunii sale funerare. Prima apariție a fraților într-un document papal este în Grande Munus a papei Leon al XIII-lea în 1880. Ei sunt cunoscuți ca „Apostolii slavilor” și sunt încă foarte apreciați atât de creștinii catolici cât și de creștini ortodocși. Ziua lor de sărbătoare este în prezent pe 14 februarie în Biserica Romano-Catolică (pentru a coincide cu data morții Sf. Chiril); 11 mai în Biserica Ortodoxă (deși pentru Bisericile Ortodoxe care folosesc calendarul iulian, aceasta cade pe 24 mai conform calendarului gregorian); și pe 7 iulie conform vechiului calendar care exista înainte de revizuirile Conciliului Vatican II. Sărbătoarea comemorează și introducerea alfabetizării și predicarea evangheliilor în limba slavonă de către frați. Frații au fost declarați „Patroni ai Europei” în 1980.
Prima sărbătoare seculară înregistrată a Sfinților Chiril și a lui Metodiu ca „Ziua alfabetului bulgar”, așa cum a fost acceptată în mod tradițional de istoria bulgară, a avut loc în orașul Plovdiv, la 11 mai 1851, când o școală locală bulgară a fost numită „Sfinții Chiril și Metodiu": la inițiativa proeminentului educator bulgar Nayden Gerov  deși un călător armean a menționat anterior vizita sa la o „sărbătoare a alfabetului bulgar" în orașul Șumen, la 22 mai 1803.
Ziua este sărbătorită acum ca sărbătoare publică în mai multe țări: Bulgaria, Macedonia de Nord, Republica Cehă, Slovacia sau Rusia.
În Bulgaria, ziua lor este sărbătorită la 24 mai și este cunoscută sub denumirea de „Ziua Alfabetului și Educației Bulgare” (în bulgară: Ден на българската просвета и култура и на славянската писменост), o sărbătoare națională care sărbătorește cultura și literatura bulgară, precum și alfabetul. Este cunoscută și sub denumirea de „Ziua alfabetului, a culturii și a educației” (în bulgară: Ден на азбуката, културата и просвещението). Sfinții Chiril și Metodiu sunt patronii Bibliotecii Naționale din Bulgaria. În fața bibliotecii se află un monument al celor doi frați. Sfinții Chiril și Metodiu sunt cei mai celebri sfinți din biserica ortodoxă bulgară, iar icoanele celor doi frați pot fi găsite în fiecare biserică. 
În Macedonia de Nord, este sărbătorită pe 24 mai și este cunoscută sub numele de „Sfinții Chiril și Metodiu, Ziua Iluminatorilor” (în macedoneană Св. Кирил и Методиј, Ден на словенските просветители), o sărbătoare națională. Guvernul Republicii Macedonia a adoptat un statut al vacanței naționale în octombrie 2006, iar Parlamentul Republicii Macedonia a adoptat o lege corespunzătoare la începutul anului 2007. Anterior, a fost sărbătorită doar în școli. Este cunoscută și ca ziua „fraților din Solun” (în macedoneană Солунските браќа). 
În Republica Cehă și Slovacia, cei doi frați au fost comemorați inițial la 9 martie, dar Papa Pius al IX-lea a schimbat această dată la 5 iulie din mai multe motive. Astăzi, Sfinții Chiril și Metodiu sunt venerați acolo ca sfinți naționali și ziua lor de nume (5 iulie), „Ziua Sf. Chiril și Metodiu” este o sărbătoare națională în Republica Cehă și Slovacia. În Republica Cehă este sărbătorită „Ziua Misionarilor Slavi Chiril și Metodiu” (în cehă: Den slovanských věrozvěstů Cyrila a Metoděje); în Slovacia este sărbătorită ca „Ziua Sf. Chiril (Constantin) și Metod” (în slovacă: Sviatok svätého Cyrila a Metoda).
În Rusia, ziua este sărbătorită la 24 mai și este cunoscută drept „Ziua literaturii slavone și a culturii” (în rusă: День славянской письменности и культуры), sărbătorind cultura și literatura slavonă, precum și alfabetul. Sărbătorirea ei bisericească este la 11 mai (în calendarul iulian al bisericii). Nu este o sărbătoare publică în Rusia. 
Ziua de sărbătorire a sfinților este comemorată de Biserica Ortodoxă la 11 mai și de Biserica Romano-Catolică și Comuniunea Anglicană la 14 februarie, ca „Sfinții Chiril și Metodiu”. Bisericile luterane occidentale îi comemorează pe cei doi sfinți fie la 14 februarie, fie la 11 mai. Bisericile luterane de rit bizantin sărbătoresc Ziua Sfinților Chiril și Metodiu la 24 mai.

### Alte comemorări
Biblioteca națională a Bulgariei din Sofia,  Universitatea Sfinții Chiril și Metodiu din Skopie din Macedonia de Nord și Universitatea Sf. Chiril și Sf. Metodiu din Veliko Tarnovo din Bulgaria și din Trnava, Slovacia, poartă numele celor doi sfinți. Facultatea de Teologie a Universității Palacký din Olomouc (în Republica Cehă), poartă numele de „Facultatea de Teologie Sfinții Chiril și Metodiu”. În Statele Unite, Seminarul Sfinții Chiril și Metodiu din Orchard Lake, Michigan, le poartă numele. 
Frăția Sfinților Chiril și Metodiu (1846) a fost o organizație pro-ucraineană din Imperiul Rus pentru a păstra identitatea națională ucraineană. 
Sfinții Chiril și Metodiu sunt principalii sfinți patroni ai Arhiepiscopiei Ljubljanai. Catedrala din Ljubljana se află în Piața Chiril și Metodiu (în slovenă Ciril–Metodov trg). De asemenea, sunt sfinți patroni ai Eparhiei catolice bizantine din Košice (Slovacia)  și ai Eparhiei greco-catolice din Toronto. 
Vârful Sf. Chiril (în engleză: St. Cyril Peak) și Vârful Sf. Metodiu (în engleză: St. Methodius Peak) din Munții Tangra  de pe Insula Livingston, Insulele Shetland de Sud, din Antarctica sunt numiți după cei doi frați.
Resturile Sfântului Chiril sunt îngropate într-un paraclis în cadrul Bazilicii di San Clemente din Roma.  
Bazilica Sfinții Chiril și Metodie din Danville, Pennsylvania, (singura bazilică romano-catolică dedicată Sfinților Chiril și Metodiu din lume) este capela casei-mamă a surorilor Sfinților Chiril și Metodiu, o comunitate religioasă de femei romano-catolice de rit pontifical dedicată lucrărilor apostolice de ecumenism, educație, evanghelizare și de îngrijire a bătrânilor.

## Nume în alte limbi
- greacă Κύριλλος καὶ Μεθόδιος (Kýrillos kaí Methdios)
- vechea slavonă bisericească : Кѷриллъ и Меѳодїи
- belarusă Кірыла і Мяфодзій (Kiryła i Miafodzij) sau Кірыла і Мятода  (Kiryła i Miatoda)
- bulgară Кирил и Методий (Kiril i Metodiy)
- croată Ćiril i Metod
- cehă Cyril a Metoděj
- macedoneană Кирил и Методиј (Kiril i Metodij)
- noua slavonă bisericească : Кѷрі́ллъ и҆ Меѳо́дїй (Kỳrill "i Methodij)
- rusă Кири́лл и Мефодий (Kirill i Mefodij ), ortografia de dinainte de 1918: Кириллъ и Меѳодій  (Kirill "i Methodij)
- sârbă Ћирило и Методије / Ćirilo i Metodije
- slovacă Cyril a Metod
- slovenă Ciril in Metod
- ucraineană Кирило і Мефодій (Kyrylo i Mefodij)